# Рогове (Курська область)
Рогове (рос. Роговое) — село в Мантуровському районі Курської області Російської Федерації.
Населення становить 369 осіб. Входить до складу муніципального утворення Куськинська сільрада.

## Історія
Населений пункт розташований на території українського етнічного та культурного краю Східна Слобожанщина.
Від 2004 року входить до складу муніципального утворення Куськинська сільрада.

## Населення
| 2002 | 2010 |
| ---- | ---- |
| 415  | ↘369 |